# Festen (opera)
Festen è un'opera lirica scritta da Mark-Anthony Turnage su libretto di Lee Hall, tratta dal film omonimo di Thomas Vinterberg e portata al debutto alla Royal Opera House nel 2025.

## Storia
L'opera è stata portata al debutto nel febbraio 2025 al Covent Garden, per la regia di Richard Jones. Festen è stato accolto calorosamente dalla critica e ha vinto due Premi Laurence Olivier, incluso quello per la migliore opera lirica.

## Trama
Atto I
Nell'estate del 1989, la famiglia Klingenfeldt si riunisce in un albergo nella campagna danese per festeggiare il sessantesimo compleanno del patriarca Helge. Un'ombra si staglia sulle celebrazioni, quella del recente suicidio di Linda, la figlia dei Klingefeldt. Christian, Michael ed Helene, i figli adulti del festeggiato, si preparano nelle rispettive stanza per la festa; ad Helene e Lars viene assegnata la stanza in cui Linda si era tolta la vita e qui trovano una lettera firmata dalla giovane.
Atto II
Più tardi a cena, Christian, il primogenito, si alza per proporre un brindisi per il padre; tuttavia, il suo discorso è lungi dall'essere una celebrazione del genitore. Christian rivela infatti che Helge aveva abusato di lui e di Linda quando erano bambini. Gli ospiti fanno finta di niente e propongono brindisi celebrativi, ma quando Christian prende ancora la parola e incolpa il padre del suicidio di Linda gli invitati reagiscono sdegnosamente e Michael rinchiude il fratello in cantina per metterlo a tacere. Le celebrazioni sono nuovamente interrotte da Helena, che legge ad alta voce la lettera rinvenuta nella camera della sorella e che conferma le accuse mosse da Christian contro il padre. Helge si ritira quindi in cucina, dove viene raggiunto e malmenato da Michael.
La mattina dopo gli ospiti si riuniscono per la colazione ed Helge annuncia che non lo rivedranno mai più.

## Interpreti della prima assoluta
| Ruolo     | Registro vocale | Interpreti della prima 11 febbraio 2025 (direttore Edward Gardner) |
| --------- | --------------- | ------------------------------------------------------------------ |
| Christian | tenore          | Allan Clayton                                                      |
| Michael   | baritono        | Stéphane Degout                                                    |
| Helge     | basso-baritono  | Gerald Finley                                                      |
| Else      | mezzosoprano    | Rosie Aldridge                                                     |
| Helena    | soprano         | Natalya Romaniw                                                    |
| Helmut    | baritono        | Thomas Oliemans                                                    |
| Mette     | soprano         | Philippa Boyle                                                     |
| Grandma   | mezzosoprano    | Susan Bickley                                                      |
| Gbatokai  | baritono        | Peter Brathwaite                                                   |
| Linda     | soprano         | Marta Fontanals-Simmons                                            |
| Grandpa   | basso           | John Tomlinson                                                     |
| Michelle  | mezzosoprano    | Kitty Whately                                                      |
| Christine | soprano         | Ailish Tynan                                                       |